# Donny Hathaway
Donny Hathaway (Chicago, 1 de octubre de 1945 - Nueva York, 13 de enero de 1979) fue un músico estadounidense de soul. Sus numerosas colaboraciones con la cantante Roberta Flack le llevaron directamente a lo alto de todas las listas de éxitos y ambos fueron galardonados con un premio Grammy por su dueto en la canción “Where Is the Love?" en 1973. El 13 de enero de 1979 fue hallado muerto en el exterior del hotel Essex House en Nueva York; todos los indicios apuntaron a que la causa de su muerte fue el suicidio.

## Biografía

### Primeros años
Hathaway, hijo de Drusella Huntley, nació en Chicago, aunque gran parte de su infancia la pasó en San Luis, Misuri. Allí vivía con su abuela, Martha Pitts, una cantante de gospel con la que Hathaway comenzó a cantar en la iglesia a los tres años. Poco después comenzaría sus clases piano, instrumento que ya en la adolescencia tocaba prodigiosamente. En 1964 comenzó a estudiar en la Facultad de Bellas Artes de la Universidad de Howard, en donde estuvo matriculado durante tres años y actuó con un trío de jazz; Hathaway recibió tantas ofertas de trabajo que decidió dejar la Universidad, sin haber terminado su carrera, en 1967.

### Carrera
Al principio, Hathaway trabajó como compositor y productor. Primero trabajó en Chicago para Twinight Records, y poco a poco fue colaborando en proyectos de grandes artistas como The Staple Singers, Jerry Butler, Aretha Franklin y Curtis Mayfield, entre otros.
Su primer sencillo fue "I thank you baby", una canción que grabó junto a June Conquest en 1969. Gracias a esta primera publicación, Atco Records contrató los servicios de Hathaway y este publicó su primer sencillo en solitario, "The Ghetto, Pt. 1".  Su primer LP fue Everything Is Everything (1970), que obtuvo muy buenas críticas. Su segundo álbum, Donny Hathaway, tuvo aún más éxito. También grabó un álbum de duetos con su antigua compañera de clase en la Universidad, y compañera de discográfica, Roberta Flack. Este álbum tuvo un gran éxito comercial, y canciones como "Where Is The Love?", que interpretaba a duo con Ralph MacDonald, consiguió colocarlas en el top 5 de las listas de ventas. Asimismo, aquel álbum también incluía versiones de temas Carole King, como "You've Got a Friend" y "Baby I Love You", que anteriormente había popularizado Aretha Franklin.

### Problemas de salud
En la cúspide de su carrera, Hathaway comenzó a sufrir sus primeras depresiones nerviosas.  Esta enfermedad causó estragos en su vida personal, y le obligó a ser hospitalizado en varias ocasiones. La depresión de Hathaway contribuyó a deteriorar su relación con Roberta Flack; tardaron años en reconciliarse, y no volvieron a grabar juntos hasta 1978, cuando publicaron "The Closer I Get To You". El sencillo se convirtió rápidamente en un éxito, y Flack y Hathaway volvieron definitivamente a los estudios para grabar un segundo álbum juntos.

### Muerte
El 13 de enero de 1979, el cuerpo de Hathaway fue hallado sin vida en la acera que hay frente al hotel Essex House de New York, donde había estado viviendo. Su cuerpo no mostraba signos de violencia, y a una de las ventanas de su habitación le faltaba un cristal, por lo que los investigadores del caso determinaron que Hathaway se había suicidado. Amigos, admiradores y medios de comunicación se quedaron perplejos con su muerte, y muy especialmente su amiga Roberta Flack, que quedó destrozada con la desaparición de Hathaway.

### Matrimonio e hijos
Hathaway conoció a su mujer, Eulaulah, en la Universidad de Howard. Tuvieron dos hijas, Eulaulah Donyll (Lalah Hathaway) y Kenya Canelibra. Lalah ha continuado los pasos de su padre y ha tenido una exitosa carrera en solitario, mientras que Kenya es una de las tres coristas del programa de televisión  American Idol.

## Discografía

### Álbumes
- 1970: Everything Is Everything (Atco) - US #73, R&B #33
- 1971: Donny Hathaway (Atco) - US #89, R&B #6
- 1972: Come Back Charleston Blue Original Motion Picture Soundtrack (Atco) - US #198
- 1972: Live (Atco) - US #18, R&B #4
- 1972: Roberta Flack & Donny Hathaway (Atlantic) - US #3, R&B #2
- 1973: Extension Of A Man (Atco) - US #69, R&B #18
- 1978: The Best Of Donny Hathaway (Atco) - R&B #51
- 1980: In Performance (Atlantic) - R&B #68
- 1980: Roberta Flack Featuring Donny Hathaway (Atlantic) - US #25, R&B #4
- 1990: A Donny Hathaway Collection (Atlantic)
- 2004: These Songs For You, Live! (Atlantic) - R&B #78

### Sencillos
- 1970: "The Ghetto-Pt. 1" - US #87, R&B #23
- 1971: "You've Got a Friend" (with Roberta Flack) - US #29, R&B #8
- 1971: "You've Lost That Lovin' Feelin'" (with Roberta Flack) - US #71, R&B #30
- 1972: "Giving Up" - US #81, R&B 21
- 1972: "I Love You More Than You'll Ever Know" - US #60, R&B #20
- 1972: "Little Ghetto Boy" - R&B #25
- 1972: "This Christmas" - US #11
- 1972: "Where Is The Love" (with Roberta Flack) - US #5, R&B #1
- 1973: "Love, Love, Love" - US #44, R&B #16
- 1974: "Come Little Children" - R&B #67
- 1978: "The Closer I Get To You" (with Roberta Flack) - US #2, R&B #1
- 1978: "You Were Meant For Me" - R&B #17
- 1978: "Someday We'll All Be Free" - R&B #51
- 1980: "Back Together Again" (with Roberta Flack) - US #56, R&B #18
- 1980: "Don't Make Me Wait Too Long" (with Roberta Flack) - R&B #67
- 1980: "You Are My Heaven" (with Roberta Flack) - US #47, R&B #8

## Legado
- El álbum Donny Hathaway Live, en el que colaboraron varios artistas destacados de R&B como Willie Weeks y Cornell Dupree, ha sido considerado como una referencia por numerosos artistas, como India.Arie y Stevie Ray Vaughan, Brian McKnight, Anthony Hamilton  y Frank McComb.
- Amy Winehouse hace referencia a "Mr. Hathaway" en su canción "Rehab", en la que habla sobre la depresión y el alcoholismo.
- El dueto de Common con Lauryn Hill titulado "Retrospect for Life" contiene un extracto de la canción de Hathaway "Song for You".
- Brother Ali menciona a Donny Hathaway en la canción "Room With A View."
- Soul Position menciona a Hathaway in su canción "Hand-Me-Downs."
- Christina Aguilera hace referencia a "Mr. Hathaway" en su canción "Back in the day" y en la versión de "A song for you" junto a Herbie Hancock.